# 世界お宝ハンティング 勝負は目利き
『世界お宝ハンティング 勝負は目利き』（せかいおたからハンティング しょうぶはめきき）は、1995年4月19日から1996年2月28日までTBS系列局で放送されていたTBS製作のバラエティ番組である。雪印グループ（雪印乳業（現：雪印メグミルク）と雪印食品）の単独提供。放送時間は毎週水曜 19:00 - 19:54 （日本標準時）。
レギュラー放送開始以前にも直前スペシャルとして、1995年3月17日に『芸能人100万円均一買い付け勝負!世界の秘宝で大もうけ!!』というタイトルで、『金曜テレビの星!』枠で放送されたことがあり、レギュラー放送終了後の1996年4月17日にも2時間スペシャルが放送された。

## 概要
芸能人ペア2組による対戦形式で進行。両チームにはそれぞれ100万円の資金が与えられ、各回でテーマに定められた国へ行って「お宝」を買い付ける。後日に専門家（古美術品商やアンティークショップの経営者が中心）がお宝を鑑定し、スタジオで1品ずつ鑑定額を発表。鑑定額が買い値の5倍以上、もしくは買い値より50万円以上高く査定された場合には「ドラゴンプライス」となり、純金のメダルが貰える。最後に双方の鑑定額の合計を発表し、高かったペアが勝利。勝利したペアは、買ってきたお宝を視聴者プレゼント用に任意で選んだ1品を除いて全て獲得できた。
柴俊夫とちはるのペアが最も好成績だったが、最終回では初めて参戦した斉藤由貴が神田利則と組んだペアに敗れた。スペシャル回では司会の福留功男も買い付けに挑み、100万円全額を1品につぎ込むという大胆な一発勝負に出た。しかし、それが裏目に出て鑑定額は50万円と大損を出し、買い値と鑑定額との差額のワースト記録を司会者自らが塗り替えるという結果になった。
番組はこの他に、増田明美と益子直美が雪印乳業の製品で料理をする「ますますおいしい雪印」という冠コーナーも擁していた。

## 出演者

### 司会
- 福留功男
- 森口博子

### アシスタント
- 河野大介

### 鑑定士
- 竹日忠芳（チーフ鑑定士）
- 長部玉美（西洋骨董）
- 浦島達（西洋骨董）
- 上遠野峻（西洋骨董）
- 秋田透（楽器）
- 穂積栄治（絵画）
- 実川暢広（美術絵画）
- 加藤峰夫（ビンテージ・バイク）
- 渡辺崇（西洋家具）

### ナレーター
- 屋良有作

## エンディングテーマ
- 願いが届くドア（松阪晶子）

## 関連書籍
- 世界お宝ハンティング勝負は目利き 海外必携ショッピングガイド（1995年11月30日初版発行、TBS編、発行者：角川歴彦、ISBN 4-04-852607-3）